# Eiskraut
Das Eiskraut (Mesembryanthemum crystallinum), auch Eisblume, Kristall-Mittagsblume oder Sodapflanze, ist eine Pflanzenart aus der Familie der Mittagsblumengewächse (Aizoaceae).

## Beschreibung

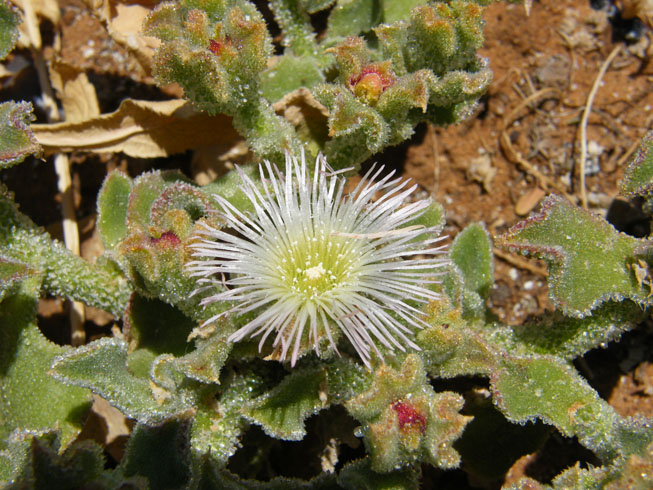
Eiskraut (Mesembryanthemum crystallinum)

Das Eiskraut ist eine 70 cm bis 1 m weit kriechende, ein- bis zweijährige sukkulente Pflanze, die durch reichliche, dichotome Verzweigungen oft niederliegende, mattenartige Bestände bildet. Die Wurzeln sind faserig. Die ganze Pflanze ist oft rötlich überlaufen. Die gestielten bis sitzenden Laubblätter sind gegenständig angeordnet, wobei die oberen wechselständig angeordnet sind. Die fleischigen, blaugrünen Blattspreiten sind eiförmig-dreieckig bis spatelförmig und 2 bis 20 cm lang. Diese sind dicht mit glasigen Papillen besetzt, die wie Kristalle aussehen. Der Blattrand ist gewellt.
Die Blüten stehen endständig einzeln oder zu dritt bis fünft in zymösen Blütenständen in den Blattachseln. Die zwei obersten Tragblätter sind laubblattartig und gegenständig. Die gestielten oder sitzenden, auffälligen Blüten weisen Durchmesser von meist 7 bis 10, selten  bis zu 20 mm auf. Die meist fünf Kelchblätter sind ungleich und kürzer als die Kronblätter. Die zahlreichen (meist 20 bis 40) schmalen, fast fädigen Kronblätter, einschließlich der kronblattähnlichen Staminodien sind anfangs weiß und werden beim Altern rosafarben; sie sind zu einer kurzen Röhre verwachsen. Es sind fünf Nektardrüsen vorhanden. Es sind 30 fertile Staubblätter vorhanden. Vier bis fünf Fruchtblätter sind zu einem halbunterständigen, vier- bis fünffächerigen Fruchtknoten verwachsen. Die vier bis fünf Narben sind aufrecht und dünn. Die Blütezeit reicht von Februar bis Juli.
Die grob papillösen, haltbaren Kapselfrüchte öffnen sich wenn sie trocken sind mit vier bis fünf Klappen und enthalten etwa 200 Samen. Die Samen sind rau und besitzen winzige Warzen.
Die Chromosomenzahl beträgt 2n = 18.

## Verbreitung
Das Verbreitungsgebiet umfasst den Mittelmeerraum, die Kanarischen Inseln, Azoren, Madeira und das südliche Afrika. Als Standort werden Salzsümpfe, Felsstrände, Sandstrände und Ruderalstandorte bevorzugt. Es kommt ursprünglich vor in Spanien, Frankreich, Italien, Kroatien, auf den Azoren, Madeira, den Kanaren, in Marokko, Algerien, Tunesien, Libyen, Ägypten, auf der Sinaihalbinsel, in Israel, Mauretanien, auf St. Helena, im südwestlichen Angola, in Namibia und Südafrika. Es ist in Nord- und Südamerika, in Australien und Portugal ein Neophyt. In Griechenland ist die Ursprünglichkeit unsicher.

## Verwendung
Das Eiskraut wurde früher als Salat, Gemüse und zur Sodagewinnung genutzt. In Frankreich findet es noch heute unter dem Namen „Ficoïde Glaciale“ als Salat Verwendung. Auch in Japan wird die Pflanze kultiviert. Aufgrund der hohen Salztoleranz eignet sich Eiskraut für salzwasserbasierte Aquaponik/Fischzucht-Kombinationen.

## Bilder

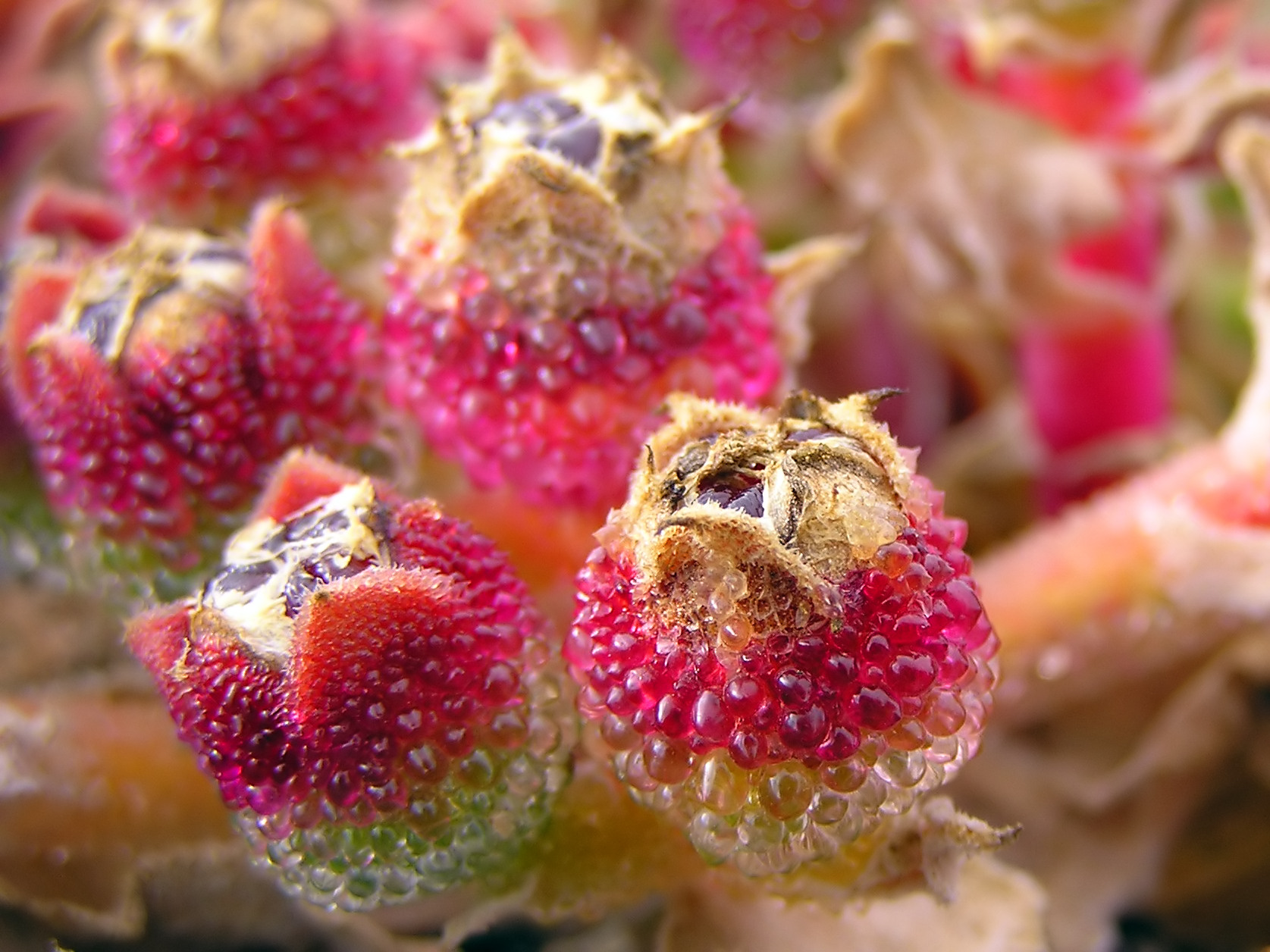
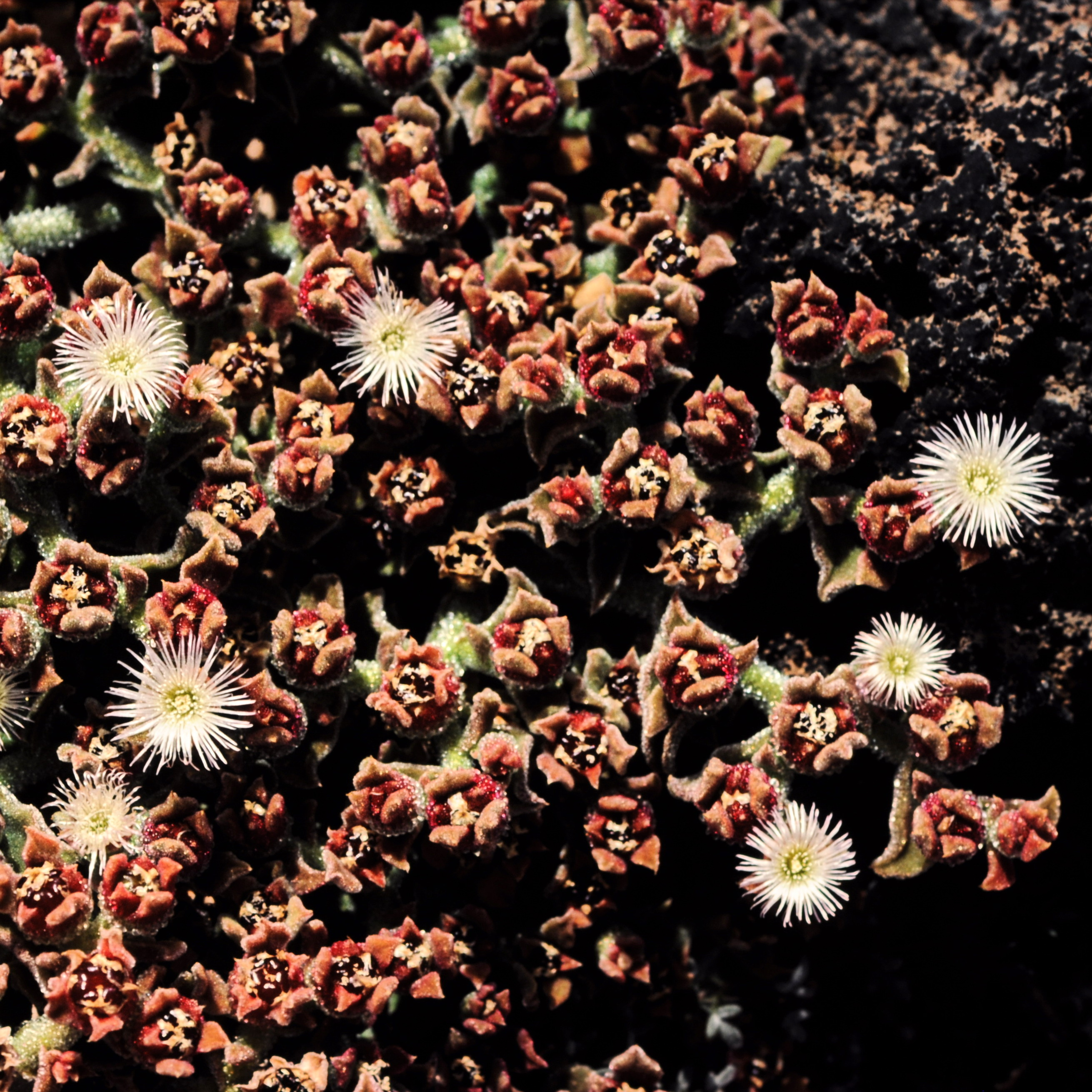
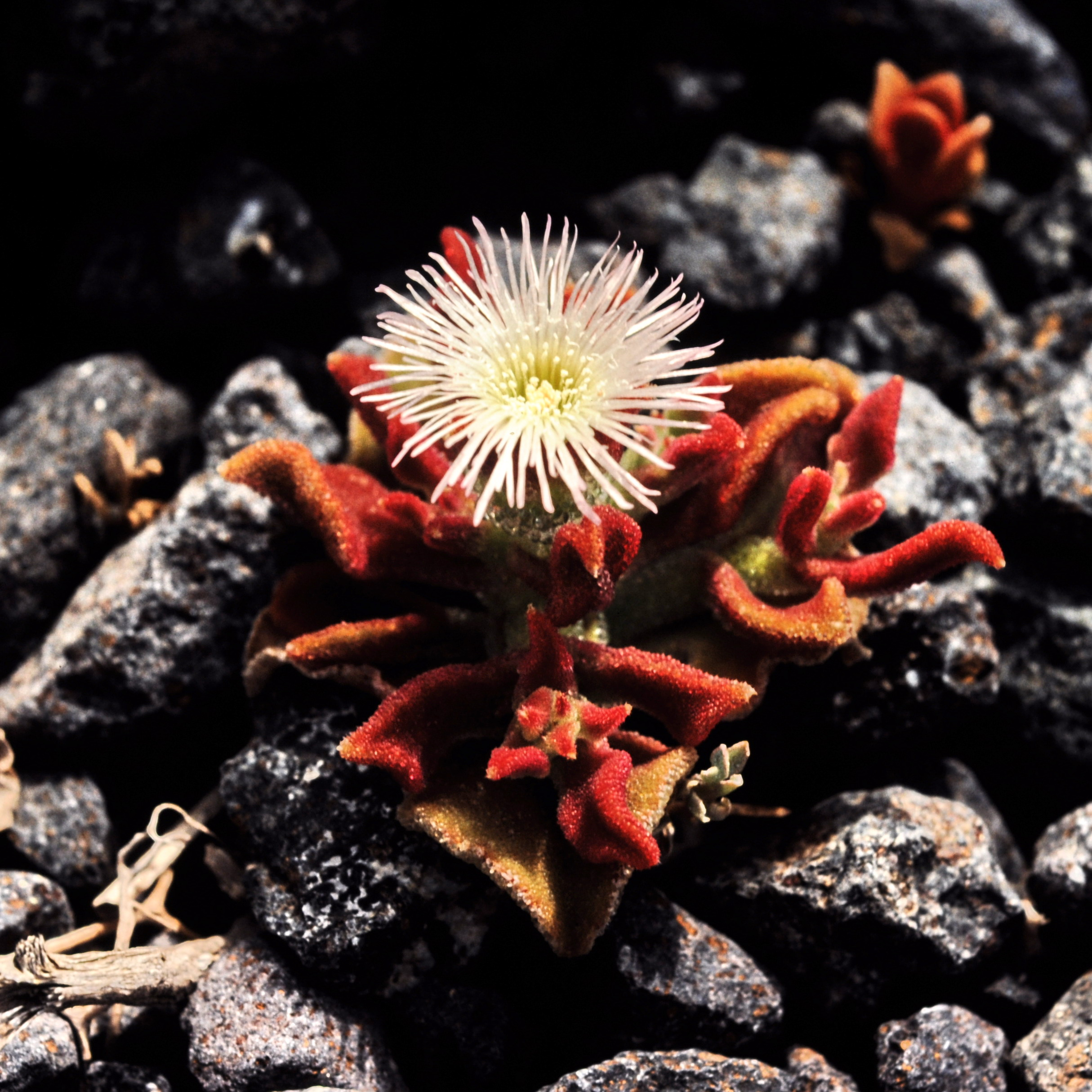
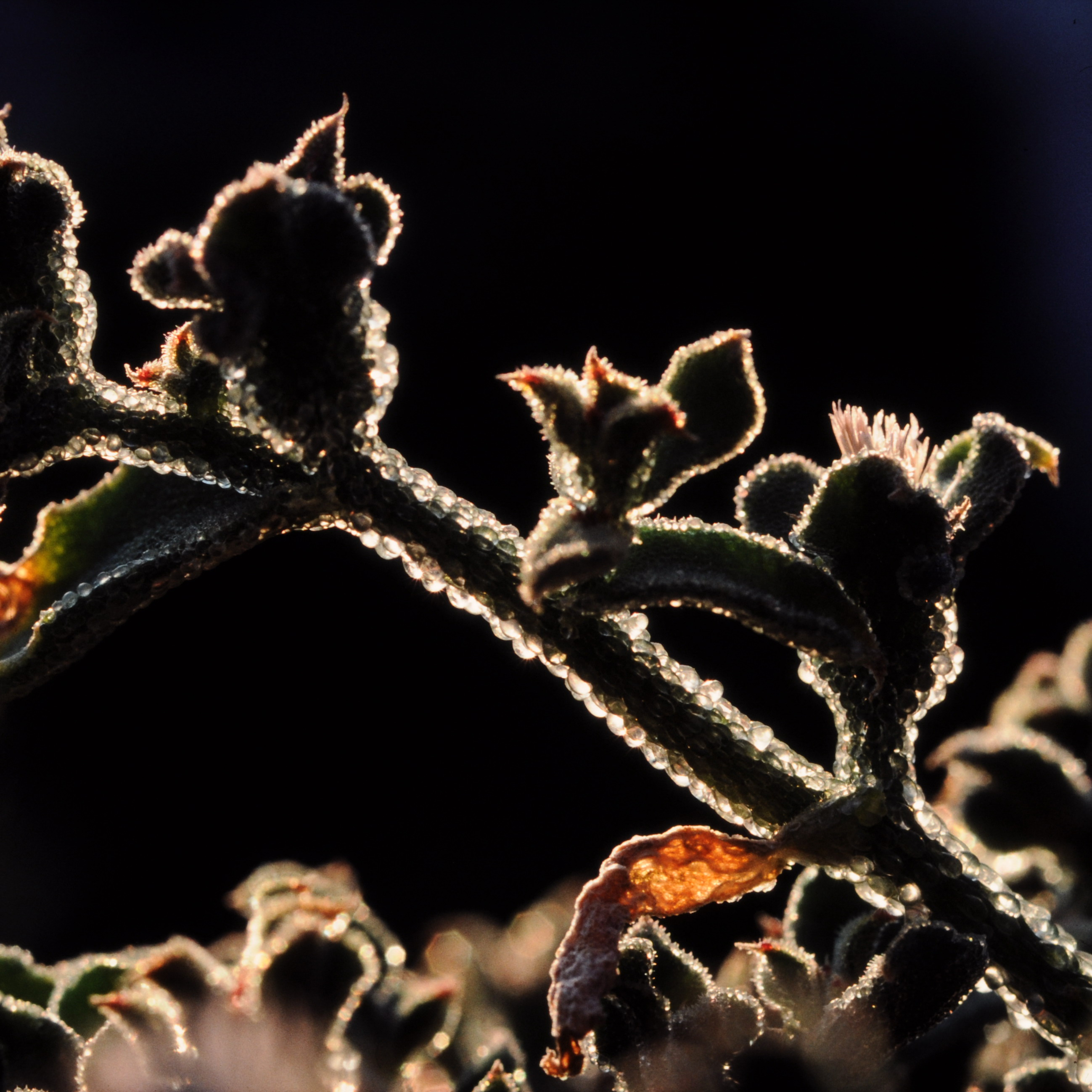
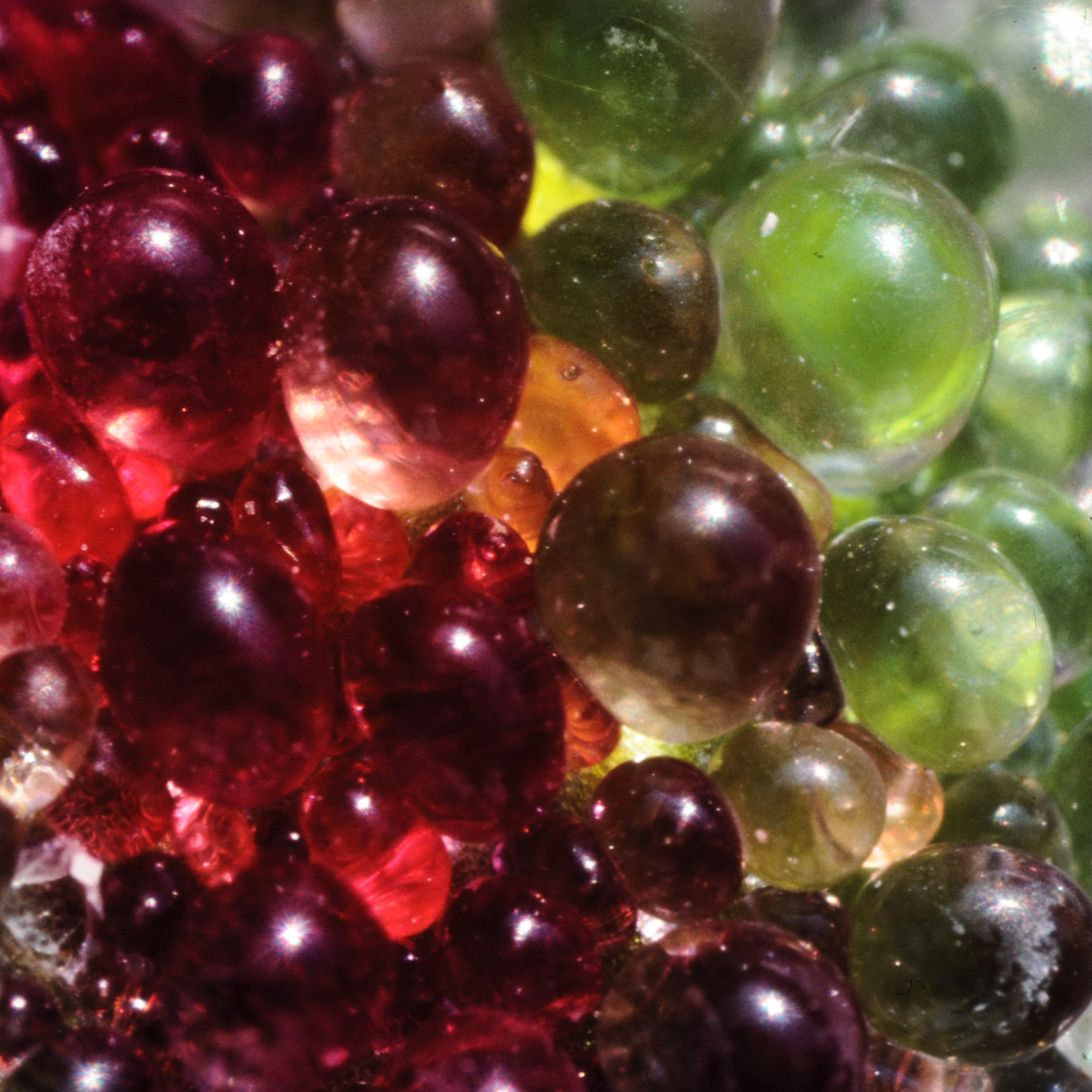